# Chiesa di Santo Stefano a Sommaia
La chiesa di Santo Stefano è una delle chiese del comune di Calenzano e si trova in località Baroncoli.

## Storia e descrizione
È citata dall'inizio dell'XI secolo come patronato dei Cistercensi della Badia a Settimo.
Nel 1514 fu acquisita dai Ginori: fu restaurata da Carlo il Vecchio, ricordato dalla lapide posta all'ingresso (1523), dallo stemma apposto ad un'acquasantiera lapidea e dalla pietra tombale (1527) antistante l'altare maggiore.
Il passaggio delle truppe mercenarie per l'Assedio di Firenze recò gravi danni alla chiesa, semiabbandonata nel 1537. Nel 1598 vi fu fondata la Compagnia della SS. Annunziata, che ebbe un edificio di proporzioni simili alla chiesa, unito al primo da un portico che sottolinea il gemellaggio.
Dopo l'abolizione leopoldina, la Compagnia risorse nell'Ottocento ed è tuttora operante.